# Monument de la Victoire à Netanya
Pour les articles homonymes, voir Monument de la Victoire (homonymie).
 (juillet 2012).
 (janvier 2019).

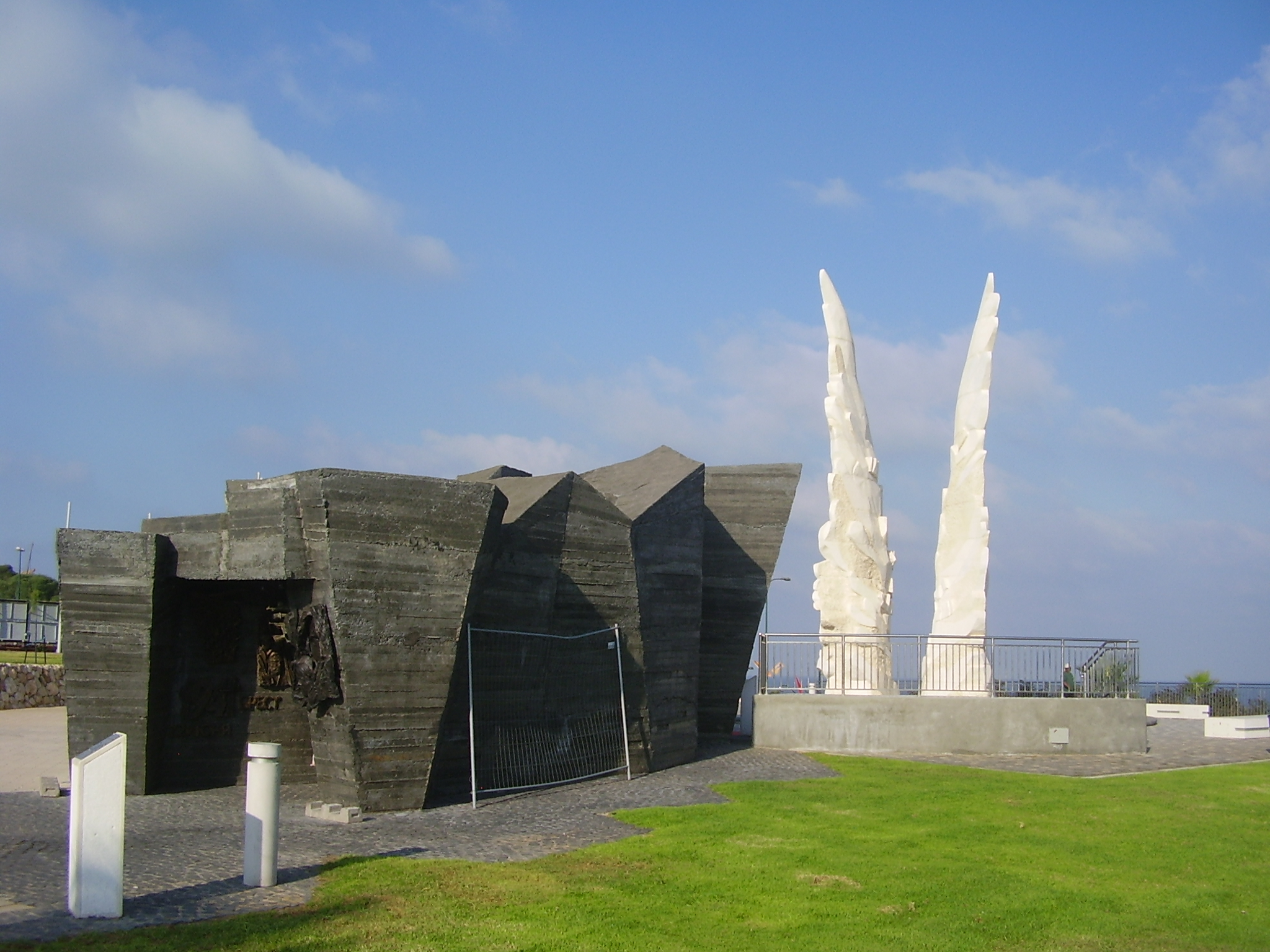
Le Monument de la Victoire.

Le Monument de la Victoire à Netanya est un mémorial commémorant la victoire de l'Armée rouge sur l'Allemagne nazie durant la Seconde Guerre mondiale. Cette œuvre monumentale a été créée par le sculpteur Salavat Chtcherbakov, l'architecte Vasiliy Perfiliev, et Michail Naroditsky. Le monument a été créé d'une décision conjointe du gouvernement israélien et du gouvernement russe en février 2010.

## Description
Le monument a été conçu comme un labyrinthe et est séparé en deux parties. Le bunker noir présente des bas-reliefs faisant mémoire de l'Holocauste et de la participation de l'Union Soviétique durant la Seconde Guerre mondiale pour y mettre un terme. À la sortie de ce bunker, le visiteur arrive face aux deux ailes blanches représentant la création de l'état d'Israël, l'espoir et la paix [réf. nécessaire]
Le monument est inauguré lors d'une cérémonie officielle le 25 juin 2012 en présence du président russe Vladimir Poutine